# Адемир Кеновић
Адемир Кеновић (рођен 14. септембра 1950. године у Сарајеву) је босанскохерцеговачки филмски редитељ и продуцент. Завршио је Универзитет у Сарајеву 1975. године. 1972—73. године студирао је филм, енглеску књижевност и уметност на Денисон универзитету у Охају. Његови филмови укључују Кудуз (1989) и Ово мало душе (1987). Године 1997. рад Савршен круг је освојио награду Франсоа Шале.

## Радови
- Кудуз (1989)